# Salamanca (municipi de Guanajuato)
Salamanca és un municipi de l'estat de Guanajuato. Salamanca és el cap de municipi i principal centre de població d'aquesta municipalitat. Aquest municipi és a la part sud de l'estat de Guanajuato. Limita al nord amb els municipis de León, al sud amb Irapuato, a l'oest amb San Francisco del Rincón i a l'est amb Dolores.